# Список монархов Канады
Здесь представлен список королей и королев Канады с момента образования доминиона 1 июля 1867. Они являются также королями Великобритании и Северной Ирландии и (на настоящий момент) ещё 14 государств.

## Короли и королевы
Род Ганновер
| Портрет  | Имя                                     | С           | По             |
| -------- | --------------------------------------- | ----------- | -------------- |
| Виктория | Виктория (24 мая 1819 — 22 января 1901) | 1 июля 1867 | 22 января 1901 |

Род Саксен-Кобург-Гота, позднее Виндзор
| Портрет      | Имя                                             | С               | По              |
| ------------ | ----------------------------------------------- | --------------- | --------------- |
| Эдуард VII   | Эдуард VII (9 ноября 1841 — 6 мая 1910)         | 22 января 1901  | 6 мая 1910      |
| Георг V      | Георг V (3 июня 1865 — 20 января 1936)          | 6 мая 1910      | 20 января 1936  |
| Эдуард VIII  | Эдуард VIII (23 июня 1894 — 28 мая 1972)        | 20 января 1936  | 11 декабря 1936 |
| Георг VI     | Георг VI (14 декабря 1895 — 6 февраля 1952)     | 11 декабря 1936 | 6 февраля 1952  |
| Елизавета II | Елизавета II (21 апреля 1926 — 8 сентября 2022) | 6 февраля 1952  | 8 сентября 2022 |

## Королевский супруг и супруга
| Портрет              | Имя                                                         | Становление консортом                      | Лишение титула             | Супруг/Супруга |
| -------------------- | ----------------------------------------------------------- | ------------------------------------------ | -------------------------- | -------------- |
| Александра Датская   | Александра Датская (1 декабря 1844 — 20 ноября 1925)        | 22 января 1901 вступление мужа на престол  | 6 мая 1910 смерть мужа     | Эдуард VII     |
| Мария Текская        | Мария Текская (26 мая 1867 — 24 марта 1953)                 | 6 мая 1910 вступление мужа на престол      | 20 января 1936 смерть мужа | Георг V        |
| Элизабет Боуэс-Лайон | Елизавета Боуз-Лайон (4 августа 1900 — 30 марта 2002)       | 11 декабря 1936 вступление мужа на престол | 6 февраля 1952 смерть мужа | Георг VI       |
| Филип Маунтбаттен    | Филипп, герцог Эдинбургский (10 июня 1921 — 9 апреля 2021 ) | 6 февраля 1952 вступление жены на престол  | не лишён                   | Елизавета II   |